# Katarzyna Trzcińska

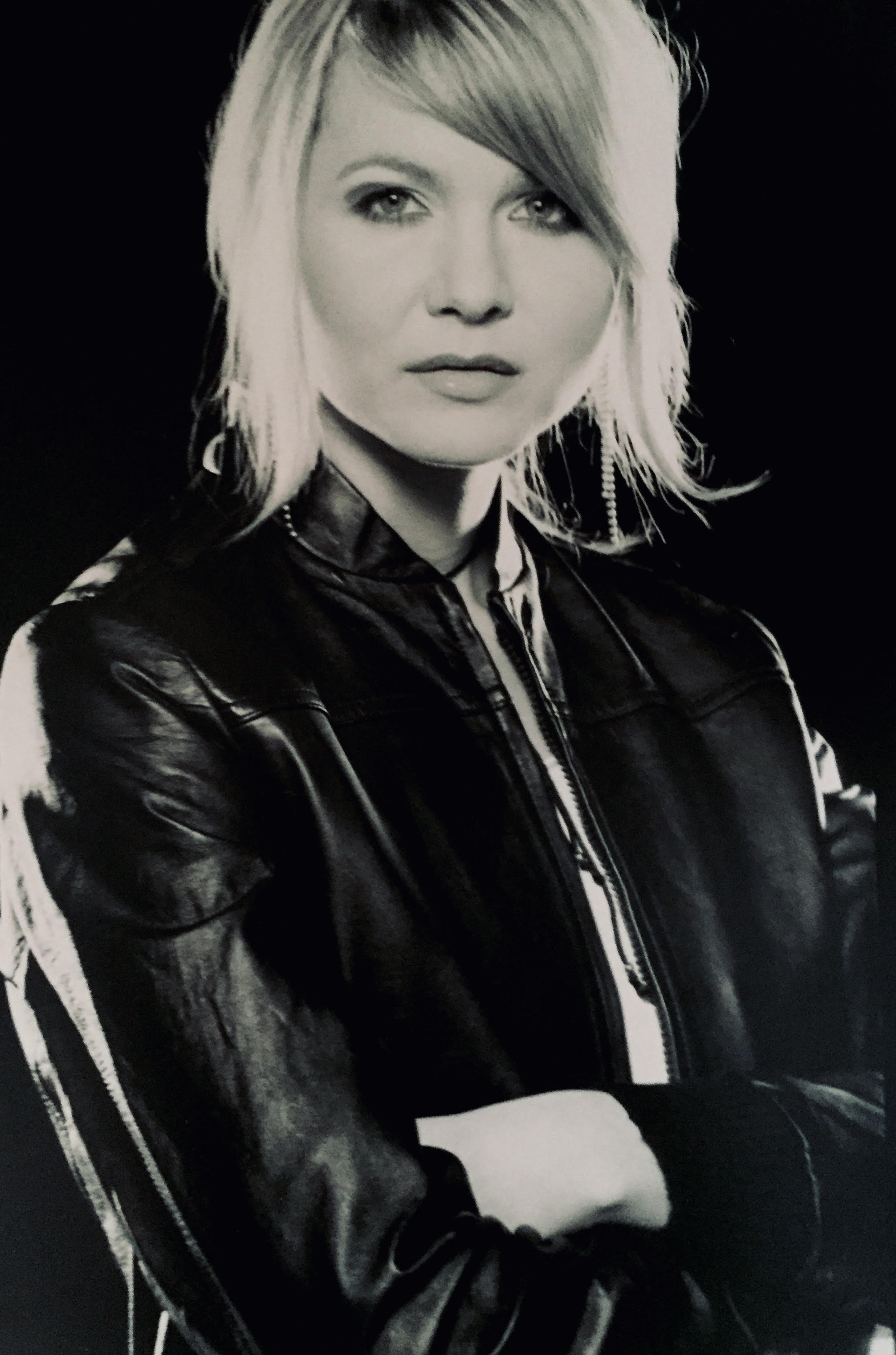

Katarzyna Trzcińska (ur. 18 czerwca 1966 w Gdańsku) – polska aktorka teatralna, filmowa, modelka, prezenterka telewizyjna i producentka.

## Wczesne lata
W latach 1981–1985 uczęszczała do VIII L. O. w Gdańsku
W latach 1985–1989 studiowała w Państwowej Wyższej Szkole Teatralnej w Warszawie.

## Kariera
W trakcie studiów zagrała w przedstawieniach Teatru Telewizji – „Przypowieść głupca” w reżyserii Jacka Bursztynowicza oraz „Para za parą” w reżyserii Andrzeja Zakrzewskiego.
Studia ukończyła występując w dyplomowym spektaklu muzycznym „Muzykoterapia” Andrzeja Strzeleckiego w Teatrze Rampa.
Następnie wyjechała na rok do Australii by po powrocie rozpocząć pracę w Teatrze Studio Jerzego Grzegorzewskiego (1990-1994).
Współpracowała również z teatrami: Współczesnym, Theatre de Luciole Paris, Komedia.
Ma na swoim koncie liczne role filmowe i serialowe: Rozmowy kontrolowane, Ryś, Dług, Kallafiorr, Rancid Aluminium, Siedem przystanków na drodze do raju, Szaleńcy, Mowa ptaków, Zieja, 40-latek 20 lat później, Nie Ciebie nie siebie mi żal, Na dobre i na złe, Będziesz moja, Ja wam pokażę, Dwie strony medalu, Barwy Szczęścia, Cisza nad Rozlewiskiem, Pensjonat nad Rozlewiskiem, Młody Piłsudski.
Jeszcze jako studentka była modelką słynnej Mody Polskiej Jerzego Antkowiaka, później współpracowała z czołowymi polskimi projektantami: Grażyną Hasse, Xymeną Zaniewską, Bernardem Hanaoka, Joanną Klimas i Gosią Baczyńską. Była także producentką i reżyserką pokazów mody.
W latach 90. była prezenterką prowadzącą programy telewizyjne w tym muzyczne: 60/90, Tylko Muzyka, Bravo Bis! oraz Dzień dobry na dzień dobry i Na Gapę.
Występowała również w popularnych programach satyrycznych On, czyli Kto? w reż. Filipa Bajona, MDM-Mann do Materny oraz Szymon Majewski Show-Rozmowy w tłoku gdzie parodiowała Grażynę Torbicką.
2003 – 2010 wyprodukowała i wyreżyserowała monodram muzyczny Nico-jestem znikąd,

## Życie prywatne
W 2011 zachorowała na nowotwór. Po długotrwałym leczeniu powróciła do zawodu aktorki i od 2017 występuje na deskach Teatru Komedia w Warszawie.

## Teatr
- 1986 – Opera za 3 grosze[5]
- 1988 – Muzykoterapia[3]
- 1988 – Przypowieść głupca[3]
- 1989 – Para za para[3]
- 1990 – Tamara[6]
- 1991 – Zagraj to jeszcze raz Sam
- 1991 – Usta milczą, dusza śpiewa[7]
- 1991 – Miasto liczy psie nosy[8]
- 1991 – Śmierć Iwana Iljicza[9]
- 1992 – Lautréamont Sny[10]
- 1992 – Tacy byliśmy[11]
- 1993 – Epitafium dla poety
- 1994 – Ars Erotika
- 1995 – Matka Chrzestna[12]
- 2012 – Luiza to wariatka[13]
- 2010 – Nico-jestem znikąd[4]
- 2017 – Seks, miłość i podatki[14]
- 2018 – Milczenie

## Filmografia
- 1991 – Rozmowy kontrolowane
- 1993 – 40-latek 20 lat później
- 1999 – Dług
- 1999 – Kallafiorr
- 1999 – Na dobre i na złe
- 2000 – Gunblast Vodka[15]
- 2000 – Rancid Aluminium[16]
- 2003 – M jak miłość
- 2003 – Siedem przystanków na drodze do raju[17]
- 2004 – Pensjonat pod Różą
- 2004 – Talki z resztą
- 2005 – Egzamin z życia
- 2006 – Będziesz moja[18]
- 2007 – Szaleńcy
- 2007 – Dwie strony medalu
- 2007 – Ja wam pokażę
- 2007 – Ryś
- 2010 – Milczenie jest złotem
- 2010 – Na Wspólnej
- 2012 – Nad rozlewiskiem
- 2013 – Prawo Agaty
- 2013/2014 – Cisza nad rozlewiskiem
- 2014 – Barwy szczęścia
- 2016 – Druga szansa
- 2017 – Diagnoza
- 2017 – Komisarz Alex
- 2017/2018 – Pensjonat nad rozlewiskiem
- 2018 – O mnie się nie martw
- 2019 – Młody Piłsudski
- 2019 – Mowa ptaków
- 2020 – Zieja[19]

## Pozostałe projekty
- 2005 – 2006 producentka artystyczna sesji fotograficznych w magazynie Gala G+J
- 2005 – Rzecznik Prasowy filmu „Wróżby Kumaka” reż. Robert Gliński
- 2006 – Rzecznik Prasowy filmu „Co słonko widziało” reż. Michał Rosa
- 2009 – Rzecznik Prasowy filmu „Magiczne drzewo” reż. Andrzej Maleszka